# Energia eoliană în România

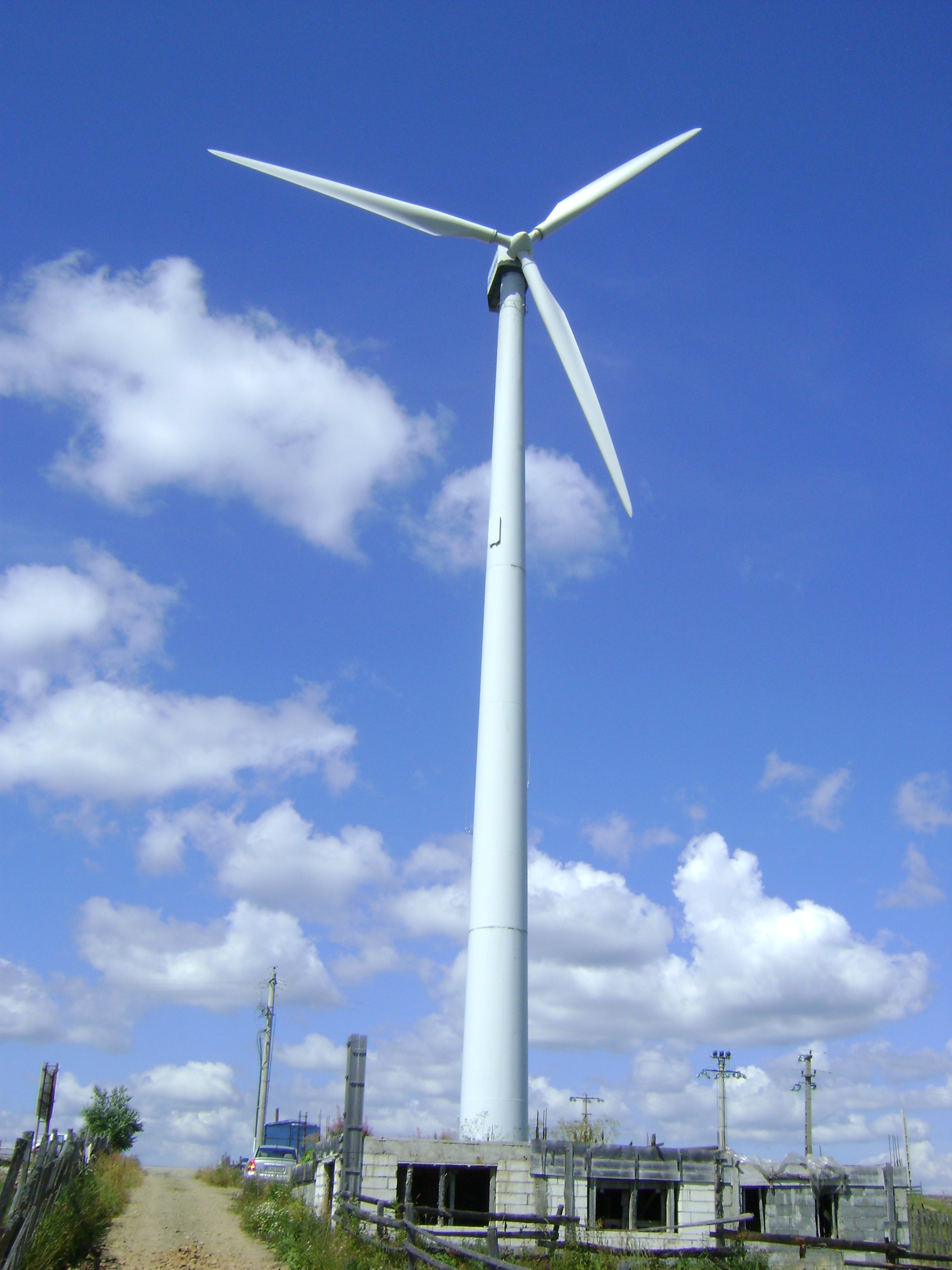
Turbină de vânt în Pasul Tihuța

Energia eoliană în România a atins în 2014 o capacitate de 2.954 MW, ridicându‑se la 2.976 MW în 2015.
România are cel mai mare potențial eolian din Europa de Sud‑Est și anume 14.000 MW. În anul 2009, mai mulți investitori au solicitat investiții pentru 12.000 MW, însă compania de transport a electricității Transelectrica a oferit permisiune pentru doar 2.200 MW.
Puterea instalată în centralele eoliene din România a continuat să crească de-a lungul anilor, ajungând la 3.026,91 MW în februarie 2024.
Un studiu recent a Băncii Erste a dovedit faptul că regiunea Dobrogea este pe locul doi în Europa, după Scoția, la potențialul de producție a energiei eoliene. 
În ceea ce privește producția de energie eoliană, în 2007 s-au produs în România 3 GWh (gigawați-oră). Un deceniu și jumătate mai târziu, în 2022, turbinele eoliene din România au produs 6.997 GWh de energie electrică, adică de peste 2.300 de ori mai mult decât în anul 2007.
Potrivit unui raport din 2024 al Băncii Mondiale, România are un potențial eolian offshore la Marea Neagră de 76 GW. Dacă s-ar instala 7 GW (adică s-ar exploata doar 10% din potențial), turbinele din Marea Neagră ar produce 37% din necesarul de electricitate al României estimat pentru 2035.
| Anul | MW    | GWh |
| ---- | ----- | --- |
| 2008 | 3     |     |
| 2009 | 14    |     |
| 2010 | 462   |     |
| 2011 | 982   |     |
| 2012 | 1.905 |     |
| 2013 | 2.599 |     |
| 2014 | 2.954 |     |
| 2015 | 2.976 |     |